# Старі Шепеличі
Старі Шепеличі — колишнє село в Україні, яке розташоване на території Чорнобильської зони відчуження (Іванківський район Київської області).
До аварії на ЧАЕС село Старі Шепеличі було в адміністративному підпорядкуванні Чорнобильського району. Працювали неповна середня школа, клуб та бібліотека. Було 2,4 тис. га сільськогосподарських угідь, у тому числі 1,3 — орної землі. У 1986 році, внаслідок сильного радіонуклідного забруднення, населення села Старі Шепеличі було евакуйоване та переселене до інших регіонів України. Судячи за відривними календарями, що залишились в покинутих будинках, виселення цивільного населення здійснювалося 3 травня 1986 року. Офіційно зняте з обліку 1999 року за відсутністю жителів.

## Історичне минуле
У XVII ст. село належало до Києво-Микільського Пустинного монастиря, 31 березня 1681 року король Польщі Ян III звільняє маєтки Шепеличі, Ворохобовичі, Дранки, Зубковичі, Літки, Остапи та Радогоща в Овруцькому повіті Київського воєводства, що належать Києво-Пустинно-Микільському монастиреві, від зборів на утримання війська і від постоїв.
До 1832 року Шепеличська садиба належала до Овруцького Василіанського монастиря. Пізніше село переходить в управління держави. У Старих Шепеличах була дерев'яна Парафіяльна церква, яка в 1789 році була перенесена до села Нові Шепеличі. Давні джерела повідомляють, що тут проходила дорога з Києва на Пінськ. Головні ж прибутки тутешні люди в давні часи мали від судноплавства Прип'яттю. Це сприяло тому, що вони бували і в Варшаві, і в Херсоні. Про те, що ці місця були обжиті з незапам'ятних часів, свідчить стародавнє городище, обнесене ровом та валом.
У 1971 році населення становило 820 осіб.
На межі 1970-80-х рр. у селі проживало близько 1000 мешканців.
Напередодні аварії на ЧАЕС у селі мешкало 689 мешканців, було 255 дворів, село було центром сільської ради, сільській раді було підпорядковано село Бенівка. Мешканці села після аварії на ЧАЕС були відселені у село Мар'янівка (Макарівська селищна громада).
Після Чорнобильської катастрофи село увійшло до 10-кілометрової зони відчуження.
Частина території села згоріла під час лісових пожеж у 1996 році.
Частина території села згоріла під час лісових пожеж у 2020 році.
З кінця лютого до 1 квітня 2022 року село було окуповане російськими військами.

## Люди
В селі народився Хміль Іван Сергійович (1923-2003) — український історик.